# キスよりさきに恋よりはやく
『キスよりさきに恋よりはやく』（キスよりさきに こいよりはやく）は、2008年10月24日にSkyFishから発売された第5作目のアダルトゲーム。「キス恋」と略される。

## ストーリー
主人公・郁は幼い頃、昔の情緒を残し自然に囲まれた美しい町「香泉市」で過ごした。しかしそこで共に過ごした妹のような乙姫や、瑠璃歌たちとの記憶は何故か郁にはなかった。
それから数年、進学により上京し、疎遠になっていた香泉市の学園に教師として赴任することになる。そうして物語を止めていた時計の針は再び動き始めたのだった。

## 登場人物

### メインキャラクター
大宮 郁（おおみや いく）
物語の主人公。新任の若手教師。それなりにカッコイイ容姿をしているが、長身の背丈に細身の身体、ぼさぼさ頭とどことなく頼りない印象を受ける青年。しかし貧弱というわけではなく、高校時代には運動部に所属していたため、細身ながらに引き締まった体つきをしている。
幼い頃は香泉市の町と、刻河村で過ごしたが、当時の記憶はない。高校、大学と東京で過ごした後、幼い頃育った香泉市の香泉女子学園の教師として赴任してきたが、許嫁同士の争いに巻き込まれ、嫁騒動となってしまう。
朝霧 乙姫（あさぎり いつき）
声：草柳順子
身長156cm、体重47kg
スリーサイズ：86/ 53/ 83
血液型：O型
郁の従妹にして嫁候補。和を愛するお嬢様。幼い頃身体の弱かった郁が暮らしていた祖父の家がある刻河村の暮らしの中で出逢った。
次第に郁のことを兄と慕うようになり、かつて許嫁の約束を交わした。再会した今もその気持ちは変わっていない。
騎西 瑠璃歌（きさい るりか）
声：青葉りんご
身長145cm、体重38kg
スリーサイズ：76/ 54/ 78
血液型：O型
郁の嫁候補で乙姫のライバル。父は香美市の市長兼、刻河村の村長代理、母親はフランス人のお嬢様。乙姫と同時期に刻河村で郁と知り合い、幼い頃から妹の座をかけて争ってきた。
見かけによらず、海外の研究所に籍を置くほどの天才。しかし郁が戻ってくると知り、全てを放りだして海外から日本へ戻ってくる。スタイルはツル、ペタ、ストンと3拍子揃ったお子様体型で、本人もかなり気にしている。
鶴ケ島 有海（つるがしま あるみ）
声：上田朱音
身長143cm、体重42kg
スリーサイズ：80/ 56/ 79
血液型：B型
嫁候補の1人。香泉市で喫茶店を経営しており、乙姫や瑠璃歌とも仲良しである。あまり感情を表に出さず、ボソボソと喋るおとなしい性格の子だが、言いたいことははっきり言うクール系。
郁の嫁騒動に関しても、事情を知った上で「別に良いと思う」とサラリと流すスタンスでいたが、板挟み状態の主人公の相談に乗っているうちに、徐々に気持ちが変わっていく。
入間 美万里（いるま みまり）
声：まきいづみ
身長163cm、体重51kg
スリーサイズ：95/ 53/ 88
血液型：A型
香泉女子学園の教師で郁の先輩。乙姫と出逢う前、まだ郁が香泉市で暮らしていた時に何かと世話を焼いてくれた。郁の姉のような存在で、美万里も郁の事を弟と思っている。
郁は許嫁との同棲生活を美万里に知らせておらず、秘密の関係ということになっている。
春日部 花蝶（かすかべ かちょう）
声：宮沢ゆあな
身長172cm、体重55kg
スリーサイズ：86/ 60/ 89
血液型：AB型
郁が就任する香泉女子学園の学園長代行。美万里とは姉妹だったが、両親の離婚を機に別々の暮らしを送っている。美万里と同様、幼少時、郁の姉のような存在だった。
酒とたばこ、昼寝に夜更かしと自堕落を絵に描いたような女性だが、見た目に反して中身はしっかりしており、保健室を自分の根城として、郁や学生達の悩み相談に乗ってあげるなどの気さくな一面もある。
妹の美万里としては姉にもっとしっかりして欲しいため、それが原因でケンカになることがある。

### サブキャラクター
本庄 ハヤタ（ほんじょう はやた）
声：ルネッサンス山田
身長182cm、体重75kg
血液型：A型
香泉女子学園の教師で郁の同僚。2.5枚目な顔立ちにすらっとした長身と、ある意味親しみやすく隙がないイケメン教師。
一般常識もしっかり持ち、知識家。町や村の歴史にも詳しいため、様々な場面で郁を助けてくれる。しかし、無類の2次元好きが災いし、特に浮いた話は出てきていない。
騎西 範先（きさい のりさき）
声：胸肩腎
身長190cm、体重110kg
血液型：O型
瑠璃歌の父親、香泉市の市長で、地元では名の知れた名士である。郁の親戚の叔父にあたり、郁が香泉市に引っ越してきた際に住む所を手配してくれた恩人。
娘の瑠璃歌を溺愛するあまり、盗撮や金への執着など、少し行き過ぎるきらいがある。

## 舞台
香泉市
都市部から電車で2時間ほどの場所にある。山と海に囲まれた自然豊かな待ちで、昔は商船や漁船でにぎわう「西の魚市場」と言われていた。
現在でもその名残はあり、町中には白塗りの土蔵や、貿易で栄えた象徴と言われる時計塔がある。
舞台のモデル
ゲームの舞台モデルは広島県尾道市であると、公式HPにてプロデューサーが明言している。

## 主題歌
- オープニングテーマ『Gerbera 〜希望の花〜』
  - 歌：真理絵
  - 作詞：真理絵
  - 作曲：MANYO (LittleWing)
- エンディングテーマ『フタリユラリ』
  - 歌：真理絵
  - 作詞：真理絵
  - 作曲：MANYO (LittleWing)

## 関連書籍
- 『キスよりさきに恋よりはやく オフィシャルファンブック』彩文館出版、2009年6月。ISBN 978-4-7756-0399-4
- 柚木ヒロ『キスよりさきに恋よりはやく 蝶のみた夢』彩文館出版〈Twintail novels〉、2009年5月。ISBN 978-4-7756-0392-5
- 柚木ヒロ『キスよりさきに恋よりはやく 蝶のみた夢』彩文館出版〈Twintail novels〉、2009年8月。ISBN 978-4-7756-0419-9
- 唐辛子ひでゆ『キスよりさきに恋よりはやく』アスキー・メディアワークス〈電撃コミックス〉、2010年2月。ISBN 978-4048684262
  - 『電撃G's Festival! COMIC』Vol.5 - 9に掲載された漫画の単行本化。全1巻。